# Nairne
Nairne – miasto w Australii, w stanie Australia Południowa.